# Игнашевская (Вологодская область)
Игнашевская — деревня в Сямженском районе Вологодской области.
Входит в состав Двиницкого сельского поселения, с точки зрения административно-территориального деления — в Двиницкий сельсовет.
Расстояние по автодороге до районного центра Сямжи — 50 км, до центра муниципального образования Самсоновской — 9 км. Ближайшие населённые пункты — Филинская, Роговицынская, Курьяновская.
По переписи 2002 года население — 10 человек.